# Алаторка (Башкортостан)
Алаторка (баш. Алатор) — село в Иглинском районе Республики Башкортостан Российской Федерации. Входит в состав Калтымановского сельсовета. Согласно переписи 2020 года население составляло 943 человека.

## География

### Географическое положение
Расстояние до:
- районного центра (Иглино): 11 км,
- центра сельсовета (Калтыманово): 8 км,
- ближайшей ж/д станции (Иглино): 11 км.

## Население
| 2002 | 2009 | 2010 |
| ---- | ---- | ---- |
| 666  | ↗798 | ↘718 |

Национальный состав
Согласно переписи 2002 года, преобладающая национальность — русские (42 %).